# Guntín
Guntín es un municipio español de la provincia de Lugo y la comarca de Lugo, en Galicia. Su población en 2019 era de 2690 personas, según el INE.

## Geografía humana

### Organización territorial
El municipio está formado por ciento sesenta y dos entidades de población distribuidas en treinta y una parroquias:
- Castelo (El Salvador)[3]
- Constante[4] (San Miguel)[5]
- Entrambasaguas[4] (Santiago)[3]
- Ferreira (Santa María)[3]
- Ferroy (Santiago)[4]
- Francos (El Salvador)[3]
- Gomelle (Santiago)
- Grolos (Santa Cruz)
- Guntín[4] (San Salvador)
- Lamela (Santa María)[3]
- Lousada (Santa Eulalia)
- Monte de Meda (San Martín)[4]
- Mosteiro (Santa María)
- Mota[4]
- Mougán (Santa María Magdalena)[3]
- Navallos (San Pedro)
- Ourol (San Xulián)
- Piñeiras (San Mamede)
- Pradeda (Santa Eulalia)
- San Cipriano de Monte de Meda[4]
- San Mamed de Lousada[4]
- San Román de Retorta[4]
- Santa Cruz de Retorta[4]
- Santa Eugea[4]
- Santa María de Ferroy[4]
- Sirvián (Santa María)
- Vilamerelle (San Vicente)
- Villamayor de Negral[4]
- Villameá[4]
- Villermaó[4] (San Miguel)[3]
- Zolle (Santa María)

### Demografía
Cuenta con una población de 2529 habitantes (INE 2024).
| Gráfica de evolución demográfica de Guntín entre 1842 y 2021 |
| |
| Población de derecho según los censos de población del INE Población de hecho según los censos de población del INEEn este censo se denominaba Guntín de Pallares: 1981 |

## Educación
Sus centros educativos son el CEIP de Lousada y el CPI Tino Grandío, el primero situado en la parroquia de Lousada en el Campercillo, y el segundo en la de Guntín de Pallares.